# Andrew Probert
Andrew Probert (Independence, Missouri - 1946) é um designer norte-americano de animação digital e concept art. Aos seis anos foi para a Califórnia com sua mãe, sempre tendo interesse por arte e design gráfico, o que o levou a cursar o Centro de Artes e Design em Pasadena. Participou da produção de filmes de grande sucesso no cinema e na televisão.

## Carreira
Quando Probert concluiu seu curso de artes e design, a série Star Trek estava fazendo muito sucesso e, em todas as revistas que traziam ilustrações da série, observava que havia o nome do designer de concept art Ralph McQuarrie. Resolveu entrar em contato com ele por telefone e pedir uma entrevista, com a justificativa que era para ser publicada em um jornal escolar. McQuarrie o convidou, a entrevista foi feita e publicada. Ralph continuou em contato com o artista e depois de algum tempo, disse que precisava trabalhar. McQuarrie olhou os desenhos de Probert e o recomendou a John Dykstra e Joe Johnston, cuja equipe havia produzido os efeitos visuais para Star Wars. Estavam trabalhando em um filme piloto para a televisão e precisavam de alguns projetos de robôs. Viram os desenhos de Probert e o contrataram para começar a esboçá-los. O filme foi lançado com o nome de Battlestar Galactica e seus robôs tornaram-se os temíveis Cylons do filme.
Permaneceu por dez anos em Hollywood, participando da produção dos projetos da espaçonave USS Enterprise (NCC-1701) (Star Trek: The Motion Picture), e da máquina do tempo DeLorean (De Volta para o Futuro).
Em 1983, Probert voltou à televisão, trabalhando no episódio piloto de Águia de Fogo, projetando os acessórios da fuselagem externa do helicóptero, inspirando-se em um Bell 222 [en]. Em 1984, projetou a motocicleta para o episódio piloto de Moto Laser [en].
Em 1986, ele se juntou à equipe da então nova série Star Trek: The Next Generation, sendo inicialmente contratado para projetar a ponte da nova nave estelar, a Enterprise NCC-1701-D. Depois que os produtores viram um esboço que Probert tinha feito, ele foi encarregado de projetar o exterior da nave também. Durante seu período de uma temporada em The Next Generation, também projetou os exteriores de praticamente todos os outros veículos espaciais do primeiro ano da série.
Seu trabalho no cinema e televisão também inclui períodos em SpaceCamp, Tron e The Philadelphia Experiment (filme) [en]. Também trabalhou durante quatro anos como designer de parques temáticos no Walt Disney Imagineering.
Em novembro de 2012, Alê Camargo, animador gráfico e cineasta brasileiro, da Buba Filmes, o convidou para trabalhar em sua nova série de televisão As Aventuras de Fujiwara Manchester. Probert projetou a nave espacial principal da série, e prestou consultoria em vários detalhes adicionais durante os três anos de produção. A série estreou em março de 2017 na TV Cultura.